# 福田富昭

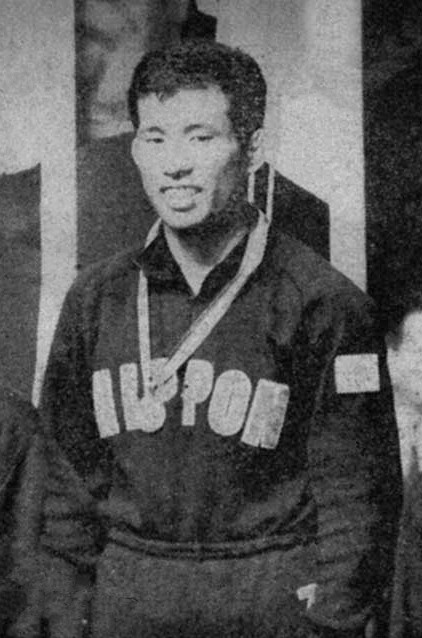
福田富昭

福田 富昭（ふくだ とみあき、1941年12月19日 - ）は、日本の実業家（会社社長）。アマチュアスポーツとプロスポーツの組織者。国際レスリング連盟(FILA)副会長。公益財団法人日本オリンピック委員会（JOC）副会長を経て現在名誉委員および2020年東京オリンピック･パラリンピック競技大会組織委員会評議員、文部科学省五輪対策チーム実行委員長。「美しい日本の憲法をつくる国民の会」代表発起人。雑誌出版・不動産仲介業の日本メディア・ミックス（株）取締役。株式会社パン・パシフィック・インターナショナルホールディングス社外取締役。
日本オリンピック委員会副会長として、旧竹田宮家の竹田恒和同委員会会長（竹田恒泰の父）を補佐していた。北京オリンピック日本選手団長。アテネオリンピック日本選手団総監督。かつてユニマット（現：ジャパンビバレッジ）代表取締役社長であり、多数のレスリング選手を社員として雇った。アマチュアレスリング世界選手権優勝者。フェニックスビジネス（株）元代表取締役。ユー・エイチ・アイシステムズ（株）元代表取締役。五洋インテックス株式会社元代表取締役会長。
雑誌「皇室」を全国各地の神社に直販売する（株）日本メディア・ミックス社元代表取締役。「レスリング界のドン」と呼ばれている。

## 経歴・人物
富山県滑川市出身。富山県立滑川高等学校、日本大学経済学部卒業。
1963年の全日本選手権でフリー・バンタム級3位となり、1965年には同選手権とともに世界選手権（フリー・バンタム級）で優勝した。
引退後は日本レスリング協会の役員を務め、1980年代には女子レスリングの強化に努める。柔道家だった大島和子にレスリングの指導を行い、その後は全日本女子プロレスと協力関係を結んだり、男子大会でエキシビションを組むなどして普及活動を展開。1987年に全日本女子レスリング連盟を発足して理事長に就任、1991年には私財を投じて合宿所を建てるなど、その功績から「女子レスリングの父」と呼ばれている。一方、ロス五輪ではレスリング監督を務め、北京五輪ではオリンピック選手団団長を務めた。八田一朗最後の弟子ともいわれ、日本レスリング伝統の「八田イズム」継承者である。
日本レスリング協会会長、JOC副会長を経て現在、名誉委員、選手強化本部本部長、味の素ナショナルトレーニングセンター長も務める。2014年まで国際レスリング連盟（2014年より世界レスリング連合と改称）の理事・副会長を務めていたが、任期満了に伴って退任、今後は名誉副会長を務めることになった。
また、ユニマット社長を務めるなど経営者でもある。
2015年レスリング世界選手権に出場した日本男子選手団はメダルはおろか翌年のリオデジャネイロオリンピックの出場権を獲得できない不振に終わり、その責任を取り丸刈りになった。
2023年、旭日中綬章受章。

## 星野仙一監督への批判
福田は北京オリンピック日本選手団長を務めた（2008年）。野球日本代表は、それまで五輪でもワールド・ベースボール・クラシックでも好成績を収めていたが、しかし北京オリンピック野球日本代表（監督：星野仙一（現楽天野球団副会長）、打撃コーチ：田淵幸一（現野球評論家））は極めて前評判が高かったものの、野球が開催される最後の五輪で実際には（韓国代表にも負けて）4位という屈辱に甘んじた。
同年8月24日の選手団総括記者会見では、星野監督率いる野球日本代表を名指しで批判し「『強い選手を五輪直前に集めてちょっと練習すれば勝てる』なんて（五輪は）甘いものではないんですよ」と斬り捨てた。
また、陸上競技男女マラソンの代表選手の故障による出場辞退・欠場問題に於ける日本陸連の対応・措置に関して不満を示した。